# سبكتكين
يعتبر بعض المؤرخين سُبُكْتِكِيْن مؤسس الدولة الغزنوية، وهو من عبيد ألب تكين والذي أسس الدولة الغزنوية.
وقد توفي ألب عندما بدأ بتنظيم جيش لغزو الهند، في 13 سبتمبر 963. وبعد وفاته حل مكانه ابنه أبو إسحاق إبراهيم وبفترة قصيرة فقد سيطرته على مدينة غزنة، وبمساعدة أمير السامانيين استطاع السيطرة على المدينة من جديد. وعندما توفي جاء بيلجا تكين خلفا له في 12 نوفمبر 966، وأعلن أنه مرتبط بالدولة السامانية. وبعد موت بيلجا تكين في عام 975 جاء بوري تكين وقد كان عبدا، وبسبب معارضة الناس له ورفضهم لحكمه أُنزل من على العرش في 20 إبريل 977، وحل محله سُبُكْتِكِيْن الذي تم اختياره من قبل القواد الأتراك. وعلى الرغم من تصرف سُبُكْتِكِيْن الظاهري بأنه تابع للسامانيين إلا أنه تم في عهده وضع حجر الأساس لدولة الغزنويين المستقلة. ولم يمر الكثير حتى انتشر النفوذ التركي باتجاه الشرق حتى وصل إلى زابلستان التي في أفغانستان. واتسعت الأراضي الغزنوية حتى شملت باختر وزمين دفر، وبلوشستان، وكوزدر. وقام أيضا بهزم رجاسي شاه الهند الذي كان سببا في عرقلة نشر الإسلام هناك، وتقدم على طول نهر كابل حتى وصل إلى بيشاور. وقد طلب أمير السامانيين العون من سُبُكْتِكِيْن في عام 994 عندما خرج أبو على السيجوري وفائق لمواجهته. وعندما قام سُبُكْتِكِيْن وابنه محمود الغزنوي بهزيمة المتمردين
والانتصار عليهم، أطلق أمير السامانيين لقب سيف الدولة على محمود الغزنوي، ومنحه قيادة الجيش. وقد توفي سُبُكْتِكِيْن الذي قام بتوسعة رقعة الدولة الغزنوية في أغسطس عام 997.
بعدما مات سُبُكْتِكِيْن وانتشر خبر وفاته، جاء إبنه الصغير إسماعيل إلى بلخ وأعلن نفسه حاكما للدولة الغزنوية وذلك لوصية والده.

## نسبه وحياته قبل الحكم
تختلف الروايات في أصل سُبُكْتِكِيْن، انه تركي الاصل من تركستان، وقد وقع سُبُكْتِكِيْن في الأسر وحمل إلى بخارى فبيع إلى ألبتكين، وأبو سُبُكْتِكِيْن هو «جوقي» الذي لقب لبطولته «قرابجكم» وقد رتبت سلسلته على هذا النحو: سُبُكْتِكِيْن بن جوقي بن قرا

## توسيعه لمملكته
وقد حسن ذكر سُبُكْتِكِيْن بين الناس وعظم شأنه وطمع الناس بالاستعانة به، وفي إحدى المرات جاءه أمير يدعى «طغان» وهو صاحب مدينة بُست، وقد أتى لكي يستغيث بسُبُكْتِكِيْن لأنى أميراً يعرف ب«بابي تور» قد هاجمه وحاربه حرباً شديدة وأخذ بُست منه، وقد أعطا طغان سُبُكْتِكِيْن مقابل ذلك مالاً منه وطاعة، فذهب سُبُكْتِكِيْن إلى بُست وخرج عليه بابي تور وتقاتلا قتالاً شديداً حتى هزم بابي تور واستعاد طغان الحكم، فلما استقر فيها وعاد ملكاً علبها طالبه سُبُكْتِكِيْن بما وعده به، فأخذ طغان يجادل ويماطل ثم أخذ سيفاً وضرب يد سُبُكْتِكِيْن فجرحها، فأخذ سُبُكْتِكِيْن سيفاً وضربه فجرحه وفصل العسكر بينهما، وعلى إثر ذلك قامت حربٌ بينهما وفاز سُبُكْتِكِيْن واستولى على مدينة بُست.
بعد استيلاءه على مدينة بُست ذهب إلى مدينة قُصْدار، وأخذها ثم أعاد لواليها حكمه ولكنه فرض عليه مالاً يدفعه إليه كل سنة. بعد ذلك بدأ يغزو سُبُكْتِكِيْن قلاع الهند الواحدة تلو الأخر، ولما رأى «جيبال» ملك الهند ما أصابه غضب غضباً شديداً وحشد الكثير من الفيلة، وذهب إلى دولة سبكتيكين فخرج سُبُكْتِكِيْن من غزنة واتجه إليه ومعه جيشه والكثير من المتطوعين، واستمرت المعركة أياماً عديدة، وكان بالقرب من ميدان المعركة مكان فيه عين ماء، إذا ألقي فيها نجاسة تظل الماء تبرق بالبرق والرعد وتمطر حتى تطهر عين الماء من النجاسة، فأمر سُبُكْتِكِيْن بإلقاء نجاسةٍ فيها فجاء الغيم والرعد والبرق، وتوالت الصواعق والأمطار فوق رؤوس الهنود واشتد البرد حتى هلكوا واستسلموا.
أرسل ملك الهند إلى سُبُكْتِكِيْن الرسل يطلب الصلح وترددت الرسل على سُبُكْتِكِيْن لكن إبنه محمود كان يرفض، ثم قال لهم جيبال: أن الهناكدة سيفقؤون أعين أفيالهم ويرمون أولادهم في النار ويخربون بيوتهم ثم سينتحرون وسيدخل المسلمون ولايجدون إلى خرابا ودمارا، عنده قرر سُبُكْتِكِيْن وابنه محمود أن يوافقوا على الصلح بشرط أن يدفع لهم ملك الهند مليون درهماً وأن يسلم له مدناً وقلاعاً من الهند وأن يعطيه خمسين فيلاً، ورهن سُبُكْتِكِيْن جماعة من أقرباء ملك الهند عنده لعله عندما يسحب جيشه يرفض ملك الهند تسليمه أراضي الهند، وعند وصول المسلمين الذين أتوا لتنفيذ شروط الصلح نقض الصلح وقبض عليهم وأخذهم رهائن عنده، فلما سمع سُبُكْتِكِيْن جمع جيشه وسار إلى الهند فدمر كل المدن التي مر عليها ثم ذهب إلى لمغان، وهي أحصن قلاع الهند ففتحها سُبُكْتِكِيْن ودمر بيوت الأصنام وأقام شعائر الإسلام، ثم عاد إلى غزنة، فلما سمع «جيبال» بذلك حشد مئة ألف مقاتل واتجه إلى سُبُكْتِكِيْن فلقيه سُبُكْتِكِيْن، وأمر سُبُكْتِكِيْن جنوده أن يتناوبوا بالقتال فتعب الهنود من القتال المتواصل وهزم الهنود شر هزيمة وأخذت منهم رهائن كثيرة جداً وغنم منهم أموالٌ وحيوانات كثيرة، وذل الهنود بعد هذه الوقعة وقوي نفوذ سُبُكْتِكِيْن ووافق الأفغانيون والخرج على طعاته ورفع شأنه بين الناس.
في سنة 384 هـ وضع الأمير نوح محمود بن سُبُكْتِكِيْن والياً على خراسان، وكان سبب ذلك أنه احتاج إلى معونة منه لما سيطر أبو علي عليه، وقد بدأ الأمر أن فائق حاكم بلخ لما رأى أن الأمير نوح احتل بخارى قرر الذهاب إليه والاستيلاء على دولته، وعندما علم نوح بذلك أرسل جيشه لصد الهجوم فانهزم فائق وانسحب وذهب إلى أبي علي، ففرح أبو علي بهم واتفق مع فائق على عصيان نوح ولما فعلوا ذلك أرسل الأمير نوح رسالة إلى سُبُكْتِكِيْن يطلب منه معونته ونجدته وسيوليه على خراسان مقابل ذلك، وكان سُبُكْتِكِيْن حينها مشغولاً بالغزو ولكنه عندما وصلته الرسالة ذهب إلى نوح ووافق على مساعدته وحشد جيشه، وعندما علم فائق وأبو علي استنجدا بفخر الدولة بن بويه فوافق على طلبهما وأرسل إليهم جيشاً كبيراً، وسار سُبُكْتِكِيْن مع ولده محمود إلى خراسان والتقى هناك بالأمير نوح والتقوا مع أبو علي وفائق في نواحي هراة، وفي أثناء المعركة ذهب دارا بن قابوس بن وشكمير إلى صف نوح وترك أبا علي وفائق فانهزم أبو علي وفائق، وأسر سُبُكْتِكِيْن الكثيرين كما غنم الكثير بينما انسحب أبو علي إلى نيسابور وارتاح الأمير نوح وسُبُكْتِكِيْن في هراة لمدة وبعد ذلك اتجهوا نحو نيسابور، فلما علم أبو علي وفائق هربا إلى جرجان واستولى نوح على نيسابور ووضع محمود بن سُبُكْتِكِيْن قائداً على جيوش خراسان ولقبه سيف الدولة، ولقب أباه سُبُكْتِكِيْن ناصر الدولة وعاد نوح إلى بخارى وسُبُكْتِكِيْن إلى هراة وبقي محمود بنيسابور.

## وفاته
في سنة 387 هـ في شعبان توفي سُبُكْتِكِيْن ونقل إلى غزنة ميتاً ودفن فيها بعد أن دام حكمه عشرين سنة.